# Desmodilliscus braueri
Il gerbillo dalle tasche (Desmodilliscus braueri Wettstein, 1916) è un roditore della famiglia dei Muridi, unica specie del genere Desmodilliscus (Wettstein, 1917), diffuso nel Sahel.

## Descrizione

### Dimensioni
Roditore di piccole dimensioni, con la lunghezza della testa e del corpo tra 41 e 74 mm, la lunghezza della coda tra 33 e 49 mm, la lunghezza del piede tra 13 e 15 mm, la lunghezza delle orecchie tra 7 e 11 mm, la lunghezza del piede tra 13,5 e 15 mm e un peso fino a 14 g.

### Caratteristiche craniche e dentarie
Il cranio presenta un palato largo, le bolle timpaniche notevolmente rigonfie e 4 grandi fori palatali, dei quali i due posteriori sono allargati. Sono privi del terzo molare inferiore, caratteristica unica tra tutti i Muridi. Gli incisivi sono attraversati da un solco longitudinale.
Sono caratterizzati dalla seguente formula dentaria:

### Aspetto
L'aspetto è quello di un piccolo gerbillo ricoperto da una pelliccia molto soffice. Le parti superiori sono fulve, con delle macchie bianche dietro ogni orecchio e la base dei peli grigio-nerastra, mentre le parti ventrali e le guance sono bianche. La testa è relativamente grande con delle orecchie piccole e degli occhi grandi, circondati da striature bianche sopra e sotto. Sono presenti delle tasche guanciali interne. Le zampe posteriori sono sottili, le piante dei piedi sono prive di peli. La coda è più corta della testa e del corpo, è ricoperta densamente di peli ma priva del ciuffo terminale. Le femmine hanno due paia di mammelle pettorali e due inguinali. Il cariotipo è 2n=76 FN=104 negli esemplari del Niger e 2n=78 in quelli del Senegal.

## Biologia

### Comportamento
È una specie terricola e notturna. Costruisce complessi sistemi di cunicoli e tane con diverse entrate. La densità è di circa 2-4 individui per ettaro.

### Alimentazione
Si nutre di semi d'erba, che immagazzina nelle tane.

### Riproduzione
Le femmine danno alla luce 2-3 piccoli dopo una gestazione di 26 giorni.

## Distribuzione e habitat
Questa specie è diffusa nella fascia del Sahel, dal Senegal settentrionale fino al Sudan centro-orientale.
Vive nelle savane arbustive con vegetazione sparsa e suolo duro, spesso ghiaioso.

## Tassonomia
Sono state riconosciute 3 sottospecie:
- D.b.braueri: Ciad e Sudan centrali;
- D.b.buchanani (Thomas & Hinton, 1920): Niger centrale e meridionale, Nigeria e Camerun settentrionali;
- D.b.fuscus (Setzer, 1969): Mauritania meridionale, Mali centrale, Senegal e Burkina Faso settentrionale.

## Conservazione
La IUCN Red List, considerato il vasto areale e la popolazione numerosa, classifica D.braueri come specie a rischio minimo (Least Concern).